# X-Men (anime)
X-Men: Animated Series): Black Widow & Punisher (エックスメン Ekkusu Men?) es el tercer programa de la serie con 12 episodios. Se emitió en Animax del 1 de abril de 2011 al 24 de junio de 2011. El 18 de febrero de 2011 se publicó un tráiler de avance en el que aparecían mutantes y algunos de la franquicia X-Men de 20th Century Fox como Cíclope, Wolverine, Tormenta, el Profesor X y Bestia. Se estrenó en Estados Unidos en G4 el 21 de octubre de 2011. Jamie Simone ejerció de director de voz, director de casting y productor de reversiones para la versión en inglés. La serie completa salió a la venta en DVD en Estados Unidos el 24 de abril de 2012. También se lanzó en Blu-ray en Japón el 7 de diciembre de 2011.

## Historia
La primera escena del capítulo 1, El retorno - Uniendo fuerzas, comienza mostrando a una Jean Grey convertida en Fénix y fuera de control que ataca a sus compañeros Cyclops, Wolverine, Storm y Beast. Pero según lo que puede apreciar Scott, no es en realidad Jean, sino que alguien la manipula telepáticamente, él ve a Emma Frost detrás de Jean, pero era una ilusión, en los capítulos finales se descubre que Jean fue manipulada realmente por Mente Maestra. Finalmente, Cyclops se niega a asesinar a su pareja, y ella misma se suicida. Como ocurrió con la serie Wolverine and the X-Men, la historia salta un año en el futuro, en el que podemos ver que los X-Men se han disuelto y el Profesor X es el único que permaneció en el Instituto Xavier para Jóvenes Dotados. Pero una nueva amenaza se presenta en Japón, diversos jóvenes mutantes desaparecieron misteriosamente. Xavier no puede utilizar a Cerebro para localizarlos, por lo que decide reunir nuevamente a los X-Men, al comienzo sin Scott. Finalmente, Wolverine y Storm logran convencerlo, y los cuatro juntos viajan a la isla asiática.
Desde el capítulo 1 hasta el capítulo 12 la historia se situará en Japón, limitándose su estancia en la Mansión X solo a un par de episodios. Entre las amenazas que deben enfrentar se cuentan a los U-Men, el Círculo Interno del Hellfire Club y finalmente al hijo del Profesor X.
Mantiene un hilo argumental adulto, o eso aspira, durante los 12 episodios que dura la serie. Es una versión con una visión más japonesa, diferente al estilo estadounidense propio de los X-Men, así como también los tiempos y duración de los animes en comparación con las series animadas que ya se habían visto antes de estos personajes. Gran parte de la historia se centra en Cyclops, su relación con la difunta Jean Grey y con Emma Frost, como también se le da importancia y participación al personaje de Hisako Ichiki, conocida en los cómics como Armadura (Armor), quien es casi uno de los personajes protagonistas de la serie.

## Personajes

### Personajes principales
- Scott Summers / Cyclops

Esta versión del personaje no se aleja demasiado del original, pero le falta en parte el espíritu de líder que lo caracteriza en los cómics, aunque nunca deja de serlo a lo largo de la historia. Se centran en su dolor por la pérdida de Jean Grey, y como debe superarse para enfrentar el futuro.
- Charles Xavier / Profesor X

Sin alejarse de su versión original, el Profesor Xavier mantiene su postura y lugar como director del Instituto. También tiene importancia su hijo hacia el final de la serie, pero como sucedió en los cómics Ultimate X-Men, no se trata de Legión (David Charles Haller), sino que su nombre es Takeo Sasaki, y es hijo de Yui Sasaki, una profesora que decidió ayudar a los jóvenes mutantes en Japón.
- Hisako Ichiki / Armor

Uno de los pocos personajes japoneses de los cómics de X-Men, en el anime es uno de los tantos mutantes desaparecidos en Tohoku, una región de Japón. En un principio iba a recibir clases de Emma Frost, pero esto no pudo concretarse y finalmente terminó convirtiéndose en la primera estudiante del Instituto Xavier, así como formando parte de los mismos X-Men. Básicamente toda la trama de la serie gira alrededor de ella o de eventos cercanos a ella.
- Yui Sasaki

Es la madre de Takeo. Antiguamente una profesora común, que conoció al Profesor Xavier cuando este quiso llevar su sueño a Japón, donde se enamoraron, pero finalmente él decidió regresar a Westchester para fundar su instituto y ella no quiso acompañarlo. Al igual que sucedió en los cómics con Gabrielle Haller, Yui no le dijo a Xavier que estaba embarazada de un hijo suyo, para no obligarlo a quedarse. Tiempo después creó su propia escuela de niños mutantes, aunque ella no lo fuera, y de esta escuela fue alumna Hisako. Pero tras un accidente cuando los poderes de Takeo se descontrolaron, Yui decidió cerrar la escuela y abrir un centro de investigación para mantener controlado a su hijo. Más adelante se descubre que colaboró con los U-Men, proporcionándoles mutantes para que experimentaran con ellos mientras ella buscaba una cura para su hijo.
El personaje es considerado una amalgama entre Moira MacTaggert y Gabrielle Haller, dos de las parejas de Charles Xavier.
- Logan / Wolverine

Como sucede en todas las adaptaciones, el mutante de los huesos de adamantium no podía faltar. Igual a su versión de papel, Wolverine es el que busca la acción en el grupo, convirtiéndose en uno de los personajes más carismáticos de la serie. Por momentos suele mostrarse templado e impone calma, pero él mismo se queja de que ese lugar debería tomarlo Cyclops.
- Ororo Munroe / Storm

Junto a Beast es el personaje con menos presencia en la serie, mostrándola como suele aparecer en los cómics, pero poco más. Sus aportes son para las batallas.
- Dr. Henry "Hank" McCoy / Beast

Poco es su protagonismo, solo forma parte de los X-Men y es el encargado de crear la vacuna contra el "Síndrome de Damon-Hall", un virus que causa mutaciones secundarias en los mutantes.
- Emma Frost

Exmiembro del Círculo Interno del Hellfire Club, los padres de Hisako se comunicaron primero con ella para que se hiciera cargo de ayudar a Armor con sus poderes. Pero antes de poder reunirse con su nueva pupila, los U-Men secuestran a la joven. Emma viaja a Japón para descubrir el paradero de Hisako, y cae también en manos de los llamados "Homo Perfectus". Es liberada por los X-Men, y si bien tiene un primer encuentro violento con Scott (el líder la acusa de haber asesinado a Jean), finalmente se convierte en parte del equipo.
- Jean Grey / Fénix

Aparece al principio de la serie atacando a sus compañeros siendo manipulada por Mente Maestra (quien proyecta una ilusión de Emma Frost para confundir a Cyclops), pese a esto Jean se mata a sí misma para salvar a sus compañeros, aunque al final de la serie revela que sigue viva en algún lugar desconocido.

### Villanos
- U-Men

Son los villanos principales en los primeros episodios, un equipo de científicos humanos que realizan pruebas en mutantes para extraer sus órganos y poderes para aplicárselos a ellos mismos, decididos a crear una nueva raza llamada "Homo Perfectus". Sublime es el líder, el otro miembro es Todd (Kick en Hispanoamérica) quien luchó contra Beast, Cyclops, Wolverine y Storm cuando ellos rescataron a Hisako y los otros mutantes atrapados en las instalaciones de los U-Men, finalmente terminan siendo derrotados por los X-Men. Los U-Men habían formado una alianza con Yui Sasaki: ella les proveería los mutantes para que experimentaran, y a cambio, ellos la ayudarían a encontrar una cura para su hijo Takeo.
- Círculo Interno del Hellfire Club

El conocido Círculo Interno (un grupo de elegidos dentro del Club Fuego Infernal) son los villanos que reemplazan a los U-Men, al mando de Mastermind. Emma Frost fue una antigua miembro del Círculo, pero se retiró antes del ataque a Jean Grey (Mastermind como venganza le mostró a Cíclope una ilusión de Emma para incriminarla). Forman parte del grupo Neuron, que tiene la capacidad afectar el sistema nervioso de sus enemigos, aumentando sus sentidos hasta el punto en que el organismo de sus víctimas se vuelve extremadamente frágil ante cualquier estímulo físico y auditivo. El segundo es Marsh, que puede convertirse en un líquido color blanco y adoptar cualquier forma. El último de los cuatro líderes es Rata, quién puede hacer crecer púas de metal de su cuerpo lo que le permite atacar de distintas maneras, por ejemplo puede erguirse y convertirse en una fuerte de bola de púas, también puede lanzar sus púas como proyectiles.

### Otros personajes
- Takeo Sasaki

Hijo de Yui Sasaki y Charles Xavier, es una adaptación libre del personaje de cómics David Charles Haller / Legión, hijo del Profesor X. Takeo tiene la capacidad de manipular la realidad a su alrededor, y es a quien deben enfrentarse al final de la serie.
En el último episodio, Conexiones - Destino, aparecen otros personajes clásicos de Marvel Cómics, a lo largo del planeta prestan su ayuda para salvar a las personas del mundo que corren peligro debido a la crisis mundial provocada por Takeo. Estos personajes son Colossus, Rogue, Nightcrawler, Deadpool, Captain Britain, Arcángel y Iron Man.

## Animación
El anime cuenta con uno de los mejores diseños de animación de los últimos tiempos, aún con el dibujo clásico del manga, pero mucho más detallado que otras series contemporáneas, especialmente todo lo que refiere a tecnología. El Director en Jefe de la animación es Michinori Chiba, y el diseño de los personajes estuvo a cargo de Yokoyama Ai. Los uniformes de los X-Men guardan un cierto parecido con los originales de los cómics en los colores, predominando el azul y el amarillo, pero solo el traje de Storm es similar al que usa en el papel. Resaltan las hombreras en el uniforme de Cyclops y la chaqueta sin mangas en el de Wolverine, aportes que fueron agregados en el anime.

## Segunda temporada
No se anunció oficialmente una segunda temporada de la serie por parte de la productora MadHouse, pero teniendo como antecedentes los animes de Iron Man y Wolverine en 2010 (ambas series tuvieron solo 12 episodios) no se espera que continúen con la adaptación de X-Men.